# Lacunaria jenmanii
Lacunaria jenmanii ist ein Baum in der Familie der Ochnaceae aus dem nördlichen Südamerika.

## Beschreibung
Lacunaria jenmanii wächst als immergrüner Baum bis über 20(30) Meter hoch.
Die einfachen und kurz gestielten Laubblätter sind wirtelig zu dritt bis fünft angeordnet. Der Blattstiel ist bis zu 4 Zentimeter lang. Die Blätter sind ledrig, oberseits kahl und unterseits leicht rostig behaart bis kahl, ganzrandig bis leicht gekerbt oder schwach gesägt, spitz bis zugespitzt und verkehrt-eiförmig, -eilanzettlich bis elliptisch. Sie sind bis zu 38 Zentimeter lang und der Blattrand ist öfters knapp umgebogen. Es sind kleine, abfallende und interpetiolare, pfriemliche Nebenblätter ausgebildet.
Lacunaria jenmanii ist zweihäusig diözisch. Es werden end- oder achselständige, thyrsige bis rispige, rostig behaarte Blütenstände gebildet, die weiblichen sind größer. Die eingeschlechtlichen, relativ kleinen und gestielten Blüten mit doppelter Blütenhülle sind grünlich-weiß bis -gelblich. Die Blütenstiele sind leicht behaart. Es sind, jeweils dachige, 4 ungleiche, die äußeren sind kleiner, leicht ledrige, außen mehr oder weniger rostig behaarte Kelchblätter und 4–8 etwas größere, ausladende Kronblätter vorhanden. Die größeren weiblichen, länger gestielten Blüten besitzen einen vielkammerigen (bis 14), kahlen und oberständigen, rippigen Fruchtknoten mit kurzen, sternförmig ausgebreiteten Griffeln mit kleinen, kopfigen Narben. Die männlichen besitzen viele (bis über 50) kurze Staubblätter.
Es werden rundliche bis ellipsoide oder verkehrt-eiförmige, holzige und vielsamige, rippige, beige-orange bis bräunliche, bis zu 12 Zentimeter große, feinwärzliche, milchsafthaltige, dickschalige Beeren (Panzerbeere) mit Kelchresten gebildet. Die vielen (25), bis zu 1,4 Zentimeter langen Samen liegen in einer weißlichen, gelatinösen Pulpe und sind dicht, pelzig behaart.

## Verwendung
Die süßlichen Früchte sind essbar.